# 塞尔泽杜 (加亚新城)
塞尔泽杜是葡萄牙波尔图区的一个堂区。总面积7.62平方公里，总人口7547人，人口密度990.4人/平方公里。